# League of Ireland Shield
Il League of Ireland Shield era una competizione calcistica irlandese, organizzata dal 1921 al 1972.
Dalla stagione 1973-1974 è stata sostituita dalla League of Ireland Cup.

## Albo d'oro
| - 1921-1922: Shelbourne - 1922-1923: Shelbourne - 1923-1924: Bohemians - 1924-1925: Shamrock Rovers - 1925-1926: Shelbourne - 1926-1927: Shamrock Rovers - 1927-1928: Bohemians - 1928-1929: Bohemians - 1929-1930: Shelbourne - 1930-1931: Waterford - 1931-1932: Shamrock Rovers - 1932-1933: Shamrock Rovers - 1933-1934: Bohemians - 1934-1935: Shamrock Rovers - 1935-1936: St. James's Gate - 1936-1937: Waterford - 1937-1938: Shamrock Rovers - 1938-1939: Bohemians - 1939-1940: Bohemians - 1940-1941: St. James's Gate - 1941-1942: Shamrock Rovers - 1942-1943: Cork Utd - 1943-1944: Shelbourne - 1944-1945: Shelbourne - 1945-1946: Drumcondra - 1946-1947: Drumcondra | - 1947-1948: Cork Utd - 1948-1949: Shelbourne - 1949-1950: Shamrock Rovers - 1950-1951: Drumcondra - 1951-1952: Shamrock Rovers - 1952-1953: Waterford - 1953-1954: Limerick - 1954-1955: Shamrock Rovers - 1955-1956: Shamrock Rovers - 1956-1957: Shamrock Rovers - 1957-1958: Shamrock Rovers - 1958-1959: Waterford - 1959-1960: St Patrick's - 1960-1961: Cork Celtic - 1961-1962: Drumcondra - 1962-1963: Shamrock Rovers - 1963-1964: Shamrock Rovers - 1964-1965: Shamrock Rovers - 1965-1966: Shamrock Rovers - 1966-1967: Dundalk - 1967-1968: Shamrock Rovers - 1968-1969: Waterford - 1969-1970: Cork Hibernians - 1970-1971: Shelbourne - 1971-1972: Dundalk - 1972-1973: Cork Hibernians |

## Risultati per club
| Club             | Vincitore | Secondo posto | Stagioni (vittorie) |
| ---------------- | --------- | ------------- | --- |
| Shamrock Rovers  | 18        | 9             | 1924/25, 1926/27, 1931/32, 1932/33, 1934/35, 1937/38, 1941/42, 1949/50, 1951/52, 1954/55-1957/58(4), 1962/63-1965/66(4), 1967/68 |
| Shelbourne       | 8         | 5             | 1921/22, 1922/23, 1925/26, 1929/30, 1943/44, 1944/45, 1948/49, 1970/71                                                           |
| Bohemians        | 6         | 5             | 1923/24, 1927/28, 1928/29, 1933/34, 1938/39, 1939/40                                                                             |
| Waterford United | 5         | 2             | 1930/31, 1936/37, 1952/53, 1958/59, 1968/69                                                                                      |
| Dundalk          | 2         | 6             | 1966/67, 1971/72 |
| Cork Hibernians  | 2         | 2             | 1969/70, 1972/73 |
| Cork Utd         | 2         | 1             | 1942/43, 1947/48 |
| St. James's Gate | 2         | -             | 1935/36, 1940/41 |
| Cork Celtic      | 1         | 2             | 1960/61 |
| St Patrick's     | 1         | 2             | 1959/60 |
| Limerick         | 1         | 2             | 1953/54 |
| Transport        | -         | 3             | - |
| Athlone Town     | -         | 2             | - |
| Bray Unknowns    | -         | 1             | - |
| Cork             | -         | 1             | - |
| Dolphin          | -         | 1             | - |
| Drogheda Utd     | -         | 1             | - |
| Evergreen United | -         | 1             | - |
| Sligo Rovers     | -         | 1             | - |